# دریاچه کریستال (کالیفرنیا)
دریاچه کریستال (به انگلیسی: Crystal Lake) یک منطقه ثبت‌نشده در شهرستان نوادا، ایالت کالیفرنیا است و در ارتفاع ۱۷۴۹ متری سطح دریا قرار دارد.

## نمای کلی دریاچه کریستال
دریاچه کریستال نیوتن یک «برکه بزرگ» ۳۳ هکتاری است که در حدود ۱۰ مایلی غرب بندر بوستون و اقیانوس اطلس واقع شده‌است. «برکه بزرگ» در ماساچوست به هر برکه یا دریاچه ای گفته می‌شود که بیش از ۱۰ هکتار در حالت طبیعی خود داشته باشد. مختصات مکان ۴۲٫۳۲ درجه عرض شمالی و ۷۱٫۲۰ درجه طول جغرافیایی غربی است. ارتفاع دریاچه کریستال تقریباً ۱۴۱ فوت از سطح دریا است. در دوران استعمار آمریکا نام این دریاچه برکه ویسوال بود. در دهه ۱۸۰۰، این دریاچه یکی از سه دریاچه نیوتون بود که برای برداشت یخ به همراه حوضچه بولوف و چاندلر مورد استفاده قرار می‌گرفت. این دریاچه که در اواسط دهه ۱۸۰۰ به عنوان باپتیست پاند شناخته می‌شد، نام دیگری برای جذابیت بیشتر یخ دریاچه برای فروش برای یخچال داشت و نام آن به دریاچه کریستال تغییر یافت. حجم کل آب دریاچه کریستال حدود ۱۴۲ میلیون گالن است و عمق دریاچه در عمیق‌ترین نقطه آن ۳۱ فوت است.
از شمال به جنوب حدود ۱۲۰۰ پا و از شرق به غرب ۱۰۰۰ پا است. محیط دریاچه حدود یک مایل است. منابع آب دریاچه کریستال آب باران و منابع زیرزمینی است که این دریاچه را عملاً به یک چشمه بزرگ تبدیل می‌کند. در مورد خروجی آن، یک نهر وجود دارد که از زیر ریل راه‌آهن در شرق دریاچه می‌گذرد و سپس در یک آبچکان در ضلع جنوبی خیابان پل می‌رود. این نهر سپس از زیر خیابان پارکر، خیابان جکسون و خیابان بویلستون می‌گذرد و به نهر دیگری در گریت ساوث میدو می‌پیوندد. از آنجا، آب به سمت غرب به چارلز در نیوتن اوپر فالز می‌ریزد و از آنجا به اقیانوس می‌ریزد.

### زمستان دریاچه کریستال
در طول زمستان، دریاچه کریستال به‌طور قابل اعتمادی بین ژانویه و فوریه یخ می‌زند. با این حال، دریاچه ممکن است در اوایل دسامبر یخ بزند و ممکن است تا اوایل آوریل یخ زده باقی بماند. اگرچه زمانی معمولاً برای اسکیت استفاده می‌شد، اما در سال‌های اخیر از این دریاچه برای اسکیت استفاده نمی‌شد زیرا شهر منابع اسکیت خود را به آبوردیل کوو منتقل کرده‌است. در دو دهه بین سال‌های ۱۹۹۰ و ۲۰۰۹، دریاچه کریستال برای حداقل ۳۲ روز (۰۲–۲۰۰۱) تا حداکثر ۱۱۵ روز (۰۳–۲۰۰۲) در طول فصل زمستان یخ زده‌است. میانگین تاریخ خروج یخ برای دریاچه کریستال در دهه اول دهه ۲۰۰۰ (۱۶ مارس) حدود ۱۰ روز دیرتر از خروج یخ در دهه ۱۹۹۰ (۶ مارس) بوده‌است. آخرین خروج یخ از سال ۱۸۸۶ تا کنون (۲۰۰۹) احتمالاً در سال ۱۹۲۶ رخ داده‌است، زمانی که یخ بین ۱۰ آوریل و ۱۴ آوریل رخ داد.

## تاریخچه اولیه دریاچه
با سکونت انگلیسی‌ها در ماساچوست، در سال ۱۶۳۴ به جان هاینس ۱۰۰۰ هکتار زمین در منطقه از جمله دریاچه کریستال و امتداد آن تا نیوتن اپر فالز اعطا شد. هاینز بعداً فرماندار مستعمره شد و سپس به کانکتیکات نقل مکان کرد و در آنجا به عنوان فرماندار نیز خدمت کرد. زمین متعلق به هاینز ابتدا توسط کاپیتان توماس پرنتیس و سپس توسط توماس ویسوال، که ۳۰۰ هکتار از زمین‌های هاینز را خریداری کرد و اولین ساکن واقعی در این ملک بود، اجاره شد. ویسوال خانه خود را در سال ۱۶۵۴ در مسیر ددهام، که اکنون به نام خیابان مرکز شناخته می‌شود، در ضلع جنوبی دریاچه در نزدیکی خیابان پل کنونی ساخت. آنچه نیوتن کنونی است، در آن زمان از نظر اداری بخشی از کمبریج بود. ویسوال تلاش کرد تا نیوتن را به جامعه ای مجزا و متمایز از کمبریج تبدیل کند و مقداری از زمین خود را برای یک خانه اجتماع اهدا کرد تا مردم برای عبادت نیازی به پیاده‌روی به کمبریج نداشته باشند. ویسوال در سال ۱۶۸۳ درگذشت. برای سال‌ها، وی تنها خانه در این منطقه بود و حوض کنار آن به نام حوض ویسوال شناخته شد. خانواده Wiswall در ماساچوست مستعمره فعال بودند و در جنگ انقلابی شرکت داشتند. خانه اصلی Wiswall در سال ۱۷۴۴ تخریب شد.
ضلع شمالی دریاچه به جاناتان هاید اعطا شد که خانه او بین خیابان Commonwealth و خیابان هومر قرار داشت. هاید یک جاده‌ساز بود و جاده ای را از خیابان سنتر در شمال دریاچه تا نزدیک خیابان لیک امروزی ایجاد کرد. عرض جاده یک میله یا ۱۶٫۵ فوت بود. یکی از ۲۱ فرزند او، پسری به نام ساموئل هاید در سال ۱۷۰۲ خانه‌ای در خیابان مورلند ساخت. دارایی او در سال ۱۷۲۵ به خانواده بلاندن رسید. خانه‌های هاید و ویسوال تنها خانه‌هایی در مجاورت دریاچه کریستال بودند.
زمان جنگ انقلاب در اوایل دهه ۱۸۰۰، املاک ویسوال به خانواده پل منتقل شد و املاک بلاندن به تعدادی بسته کوچکتر تقسیم شد. کاوشگرهای استیج شروع به دویدن بین نیوتن اوپر فالز و بوستون کردند و از دریاچه عبور کردند و از مرکز نیوتن عبور کردند. در اوایل دهه ۱۸۵۰، راه‌آهن بین بوستون و نیوتن اوپر فالز ساخته شد که بعداً راه‌آهن رودخانه چارلز نامیده شد. در اواخر دهه ۱۸۰۰ از این راه‌آهن برای انتقال مواد پر و شن از آپارتمان‌های Needham به خلیج بک بوستون استفاده می‌شد، با قطارهایی که ۲۴ ساعت در روز در طول خط حرکت می‌کردند. خط رودخانه چارلز بعداً توسط راه‌آهن بوستون و آلبانی خریداری شد و در سال ۱۸۸۲، شعبه ریورساید از طریق نیوتن هایلندز افتتاح شد. این منجر به رونق ساختمانی قابل توجهی در چند دهه بعد شد که در طی آن بسیاری از خانه‌ها در روستا ساخته شده‌است.
تعدادی از مدارس خصوصی نیز در اواسط دهه ۱۸۰۰ در نزدیکی دریاچه ایجاد شدند. در سال ۱۷۸۱، نوادگان توماس ویسوال یک قطعه زمین نزدیک دریاچه را به جامعه باپتیست بخشید. یک خانه اجتماع باپتیست بین خیابان سنتر و دریاچه، در نزدیکی محل قدیمی جاده راجرز و خیابان سنتر ساخته شد. در سال ۱۸۳۶ کلیسای جدیدی در گوشه خیابان بیکن و مرکز ساخته شد. کلیسای باپتیست کنونی در سال ۱۸۸۷ در محل کلیسای قدیمی‌تر ساخته شد. طراحی شده توسط جان لیمن فاکسون، به سبک رومانسک ریچاردسونین ساخته شده‌است. برکه ای که به عنوان حوض ویسوال شناخته می‌شد به‌طور خلاصه دریاچه نقره ای نامیده می‌شد و سپس در اواخر دهه ۱۸۰۰ به عنوان حوض باپتیست شناخته شد زیرا اولین کلیسای باپتیست از حوضچه برای غسل تعمید خود استفاده می‌کرد.

## تاریخچه حمام عمومی در دریاچه کریستال
در سال ۱۹۱۶، یک حمام خصوصی برای شناگران در دریاچه کریستال در ساحل جنوبی دریاچه در زمینی متعلق به جورج میلر و چارلز هچ، که سابقاً متعلق به املاک کرین در نزدیکی ساختمان شرکت ذخیره‌سازی نیوتن جنوبی در آن زمان بود، ساخته شد. گروه‌های مدافع، حامیان و مخالفان ساخت شهر حمام عمومی در مورد این موضوع از سال ۱۹۱۶ تا ۱۹۳۰ بحث کردند. در سال ۱۹۱۷، هیئت رئیسه نیوتن کمیته ویژه‌ای را برای بررسی نیاز به یک مرکز حمام در نزدیکی مرکز نیوتن و نیوتن هایلندز تعیین کرد. این کمیته قرار بود جامعه را برای نظر آنها در مورد نیاز به چنین تسهیلاتی بررسی کند. علاوه بر این، کمیته باید در نظر بگیرد که آیا یک حمام باید در سواحل دریاچه کریستال ساخته شود یا اینکه یک استخر عمومی باید در زمین بازی مرکز نیوتن ساخته شود. از آنجایی که این در طول جنگ جهانی اول بود، کمیته به این نتیجه رسید که بودجه عمومی نباید برای بدست آوردن زمین یا ساختن یک مرکز حمام در زمان جنگ استفاده شود.
در اوایل دهه ۱۹۰۰، حمامی برای استفاده عموم در زمین جورج میلر و سی دبلیو هچ ساخته شده بود و توسط شهر نگهداری می‌شد. در سال ۱۹۱۶ نظارت بر این حمام به کمیسیون زمین‌های بازی واگذار شد. در همین حال، برخی از ساکنان نزدیک دریاچه کریستال از مزاحمت‌های مربوط به شنای عمومی در دریاچه آزار می‌دادند و در نتیجه آماده بودند تا به دنبال مشاوره حقوقی باشند. کمیسیون زمین‌های بازی دادخواستی را ارائه کرد که در آن به شهر توصیه می‌شد زمین دریاچه را خریداری کند و یک حمام جدید بسازد. با این حال، در یک جلسه عمومی، ۲۴ نفر به ایجاد حمام عمومی در دریاچه کریستال رای مثبت دادند و ۴۰ نفر به این طومار رای منفی دادند. انجمن بهبود نیوتن هایلند دومین جلسه را در اواخر سال ۱۹۱۶ برگزار کرد و اکثریت شرکت کنندگان مخالفت خود را با داشتن یک ساحل عمومی یا حمام در دریاچه کریستال ابراز کردند. با این حال، همچنان علاقه به ترویج شنا در دریاچه وجود داشت و در سال ۱۹۱۷، شهردار نیوتن طوماری با ۵۹۹ امضا ارائه کرد و خواستار ازسرگیری حمام کردن در دریاچه کریستال و اختصاصی برای خرید زمین و ساخت حمام جدید شد. اشاره شد که بیش از ۱۵۰۰۰ شناگر در طول فصل تابستان ۱۹۱۶ از دریاچه کریستال استفاده کردند که از ۹ ژوئیه شروع شد و تا ۲۳ سپتامبر پایان یافت.
این بحث برای چند سال ادامه یافت، با توصیه نهایی کمیته الدرمنیک در ژوئن ۱۹۱۸، نه ساختن استخر در مرکز نیوتن و نه حمام در دریاچه کریستال. در عوض، کمیته تصمیم گرفت که شنای عمومی در امتداد رودخانه چارلز را تأیید کند. احساس می‌شد که ساخت یک حمام جدید در نیوتن هایلند و تشویق به شنا در دریاچه تأثیر نامطلوبی بر محله خواهد گذاشت، ارزش ملک را کاهش می‌دهد و به‌طور کلی آزار دهنده خواهد بود. با این حال، اقلیت از یک حمام جدید در دریاچه کریستال حمایت کردند که از نظر معماری با محله هماهنگ بود. گزارش اقلیت، که توسط جورج آنژیر نوشته شده بود، به این نتیجه رسید که اگر یک حمام جدید ساخته شود، استفاده از تسهیلات باید به ساکنان نیوتن محدود شود که مایل به پیروی از قانون هستند.